# Бобрищев-Пушкин, Павел Сергеевич
Па́вел Серге́евич Бобри́щев-Пу́шкин 2-й (15 (27) июля 1802 — 13 (25) февраля 1865) — поэт, декабрист, младший брат Николая Сергеевича Бобрищева-Пушкина, 1-го.

## Семья
Родился в небогатой многодетной дворянской семье Московской губернии; отец — помещик Алексинского уезда Тульской губернии (с. Егнышевка) отставной полковник Сергей Павлович Бобрищев-Пушкин, мать — Наталья Николаевна Озерова. Кроме Павла в семье родились: Николай (1800—1871), Екатерина (род. 1801?), Мария (род.1804?), Сергей (1808—1876), Дмитрий (1810—?), Пётр (род. 1812?), Егор (род 1813?), Александр (1814—?), Михаил (1814—1883), Наталия (1819—?).

## Образование
Получив домашнее воспитание, поступил в Московский университетский благородный пансион, где начал писать стихи и басни, которые в 1817 году были напечатаны в альманахе «Каллиопа».
С 31 января 1818 года стал учиться в Московском учебном заведении для колонновожатых; 10 марта 1819 года вместе с братом Николаем выпущен из него в звании прапорщика, и оставлен в этом учебном заведении для чтения лекций по полевой фортификации.

## Военная служба
В апреле 1820 года командирован из Главной квартиры 2-й армии на топографическую съёмку Подольской губернии, где находился 4 года; 2 апреля 1822 года произведён в подпоручики; 10 июля того же года за топографическую съёмку награждён орденом Св. Анны 4-й степени.
В 1824 году преподавал математику топографам при Главной квартире 2-й армии; в следующем году читал лекции по математике в учебном заведении для подпрапорщиков 2-й армии; 29 марта 1825 года произведён в поручики квартирмейстерской части 2-й армии.

## Южное тайное общество
В 1822 году вступил в Южное тайное общество. П. И. Пестель, предчувствуя раскрытие заговора, попросил братьев Бобрищевых-Пушкиных зарыть в землю в своём имении Кирнавовке «Русскую правду». Братья при участии Н. Ф. Заикина зарыли этот программный документ общества «под берег придорожной канавы». А. П. Юшневский настойчиво требовал уничтожения «Русской Правды». Братья же сообщили ему, что они сожгли её.
«Русскую правду» выкопали в 1826 году во время следствия. Кто её нашёл и передал Следственной комиссии — неизвестно.

## Арест и суд
Арестован 8 января 1826 года в Тульчине и (по приказу от 30 декабря 1825 года) был доставлен 16 января в Санкт-Петербург, на главную гауптвахту. В тот же день переведён в Петропавловскую крепость.
Осуждён по IV разряду; 10 июля 1826 года приговорён к каторжным работам сроком на 12 лет; 22 августа 1826 года срок каторги был сокращён до 8 лет.

## Каторга
27 января 1827 года отправлен из Петропавловской крепости в Сибирь. Прибыл в Читинский острог 17 марта 1827 года. В остроге написал статью о происхождении слова, работал столяром, закройщиком. В сентябре 1830 года переведён в Петровский завод. В «каторжной академии» создал религиозную «конгрегацию», читал курс высшей математики, также вёл философские диспуты. 
Его басни «Брага», «Кляча, дрова и дровни» широко распространились среди местного населения.

## Ссылка
Освобождён указом от 8 ноября 1832 года и обращён на поселение в Верхоленск, а затем в Красноярск, для ухода за душевнобольным братом Николаем.
Указом от 6 декабря 1839 года ему было разрешено переехать в Тобольск — там брат был помещён в дом для умалишённых. Увлёкся гомеопатией, за что получил прозвище «Гомеопат». Жил в доме декабриста П. Н. Свистунова. Лечил крестьян и чиновников. Для выезда к больным завёл лошадь, которую местные жители прозвали «Конёк-Горбунок». Вместе с М. А. Фонвизиным лечил людей во время эпидемии холеры 1848 года в Тобольске. Оказал помощь примерно 700 больным. Помогал также местным жителям в проектировке домов, составлении планов, смет.
Продолжал сочинять басни, писал и лирические стихи с христианским оттенком. По воспоминаниям дочери тобольского прокурора М. Д. Францевой 

Личность Павла Сергеевича Бобрищева-Пушкина была замечательна по его глубоко религиозному чувству; он в полном смысле был христианин и словом и делом; вся жизнь его была одним выражением любви к ближнему и посвящена была на служение страждущему человечеству… радовался, что через страдание теперешнего заточения Господь открыл ему познание другой, лучшей жизни…  Посвятив свою жизнь на служение ближнему, он старался во многом изменить свои привычки, любил читать Св. Писание, которое знал не хуже настоящего богослова, вёл жизнь почти аскетическую, вырабатывая в себе высокие качества смирения и незлобия, ко всем был одинаково благорасположен и снисходителен к недостаткам других… Он отлично знал всю службу церковную, часто в церквах читал за всенощной шестопсалмие, читал всегда отчетливо, с большим выражением и чувством, так что каждое слово невольно запечатлевалось в слушателях.  

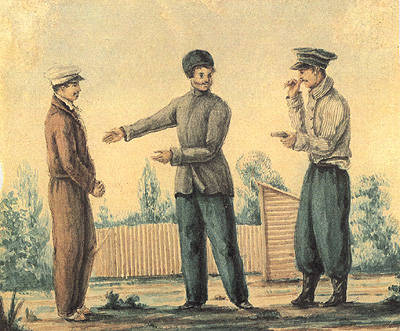
И. Д. Якушкин, П. С. Бобрищев-Пушкин и М. К. Кюхельбекер во дворе Читинского острога. 1828—1830 гг. Рис. Н. П. Репина.

— Воспоминания // Исторический вестник, 1888, Т. 32, 33 (май, июнь, июль)

## После ссылки
11 января 1856 года по высочайшему повелению разрешено вернуться в Тульскую губернию в имение сестры. Выехали вместе с братом из Тобольска 1 февраля 1856 года. Прибыли в село Коростино 31 марта того же года.
Павел Сергеевич умер в Москве 13 февраля 1865 года в доме Н. Д. Фонвизиной-Пущиной, которую всю жизнь любил. Похоронен на Ваганьковском кладбище (2 уч.).
В 1841 году совместно с И. И. Пущиным перевёл «Мысли» Паскаля, но рукопись была утеряна при пересылке.

## Библиография

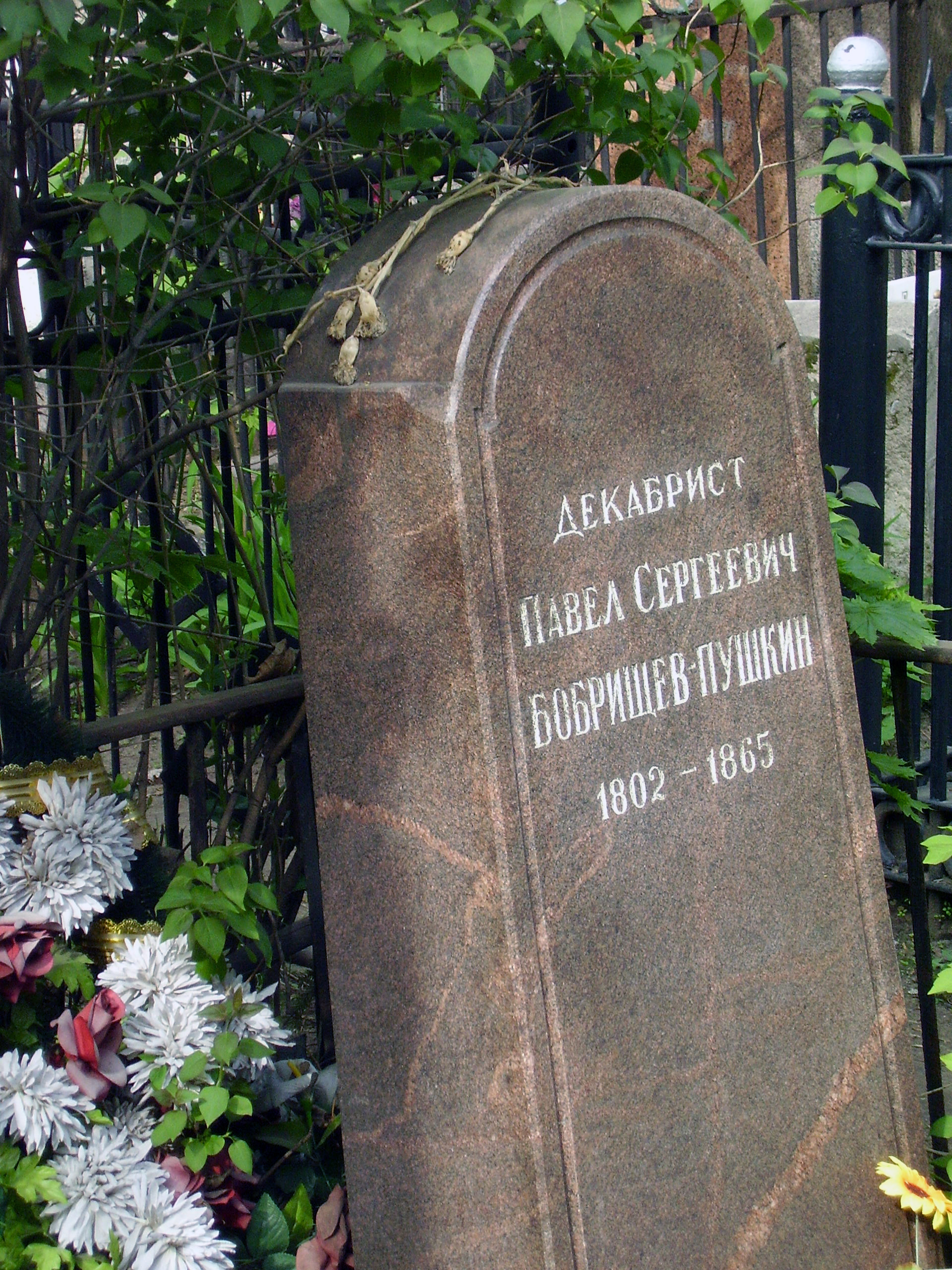
Могила П. С. Бобрищева-Пушкина на Ваганьковском кладбище